# Straßenbahn Rijeka
Die Straßenbahn Rijeka in der Stadt Rijeka, bis 1945 Fiume, war mit dem deutschsprachigen Namen Fiumaner Elektrische Strassenbahn das erste elektrische Nahverkehrsmittel der Hafenstadt am nördlichen Ende der Kvarner-Bucht.

## Situation
Schon vor dem Jahr 1900 war es in Europa üblich, Großstädte und auch Mittelstädte mit Straßenbahnsystemen auszustatten. Aufgrund der Situierung der Stadt an einem schmalen Küstenstreifen unterhalb eines Küstenvorgebirges hatte Rijeka eine ausgeprägt lineare Stadtstruktur aufzuweisen. Wegen ebendieser Ausgangslage konnte erwartet werden, schon mit einer einzigen Straßenbahnlinie die vorhandenen Verkehrsprobleme zu lösen.
Bis 1918 lag die heutige Stadt Rijeka in der ungarischen Reichshälfte der Donaumonarchie und hieß damals Fiume. Das öffentliche Leben fand aufgrund der damaligen Bevölkerungsmehrheit auf Italienisch statt. Dies erklärt die ausschließlich italienischsprachigen Straßennamen, die allerdings oft Bezug zu ungarischen Persönlichkeiten aufwiesen.

## Vorgeschichte
Im Jahr 1892 schrieb die Stadt Rijeka im Wege einer öffentlichen Ausschreibung den Bau einer Straßenbahn zur Personen- und Güterbeförderung aus. An dieser beteiligte sich unter anderem Baron Oscar Lazzarini (in einigen Quellen auch Lazarini). Die Stadtverwaltung nahm sein Angebot unter der Bedingung an, dass er anstelle der beabsichtigten Pferdebahn sofort eine elektrische Straßenbahn errichten würde. Im Jahr 1896 schloss die Gemeinde einen Vertrag über den Bau und Betrieb einer elektrischen Straßenbahn ab, die Konzession wurde für fünfzig Jahre erteilt.
Am 8. Mai 1897 schrieb die Budapester Tageszeitung Pester Lloyd, je einer Aktiengesellschaft in Wien und Budapest wäre gemeinsam der Bau der Straßenbahn übertragen worden. Am 8. September 1898 berichtete die Wirtschaftszeitung Der Tresor über die Gründung der Fiumaner elektrische Tramway Actiengesellschaft und erwähnte, dass in der constituirenden Sitzung ein Aktienkapital von 1.020.000 Kronen festgestellt worden war. Der Artikel setzt fort:

„Die Linie  wird vorerst vom Scoglietto bis zur Torpedofabrik ausgebaut, die Direction beschloss jedoch, um die Concession zur Verlängerung einerseits bis Martinschizza, andererseits bis über die Landesgrenze durch Volosca, Abbazia bis Lovrana einzuschreiten.“

## Geschichte
Die Straßenbahn wurde am 7. November 1899 in Betrieb genommen. Sie war damit die erste elektrische Straßenbahn auf dem Territorium des heutigen Kroatien.
Ursprünglich verband die Straßenbahn den Bahnhof Rijeka durch das Stadtzentrum mit der Brücke über die Rječina (damals Eneo oder Fiumara). Im Jahr 1907 wurde die östliche Verlängerung von der Brücke über den Eneo bis zum Vorort Scoglietto in Betrieb genommen, und drei Jahre später die westliche Verlängerung vom Bahnhof bis Cantrida.
Im Jahr 1906 wurde die Straßenbahn „verstaatlicht“ und die Konzession von den bisherigen Konzessionären auf die Stadtgemeinde Fiume übertragen.
Am 15. Juni 1952 stellte die Straßenbahn aufgrund des schlechten Wartungszustands den Betrieb ein. Sie wurde durch ein Trolleybusnetz ersetzt.

## Linienführung
Die Straßenbahn nahm in Fiumara im Stadtzentrum ihren Ausgang und verlief im Wesentlichen in westlicher Richtung durch die Via Andrássy, zum Bahnhof, entlang des Stadtparks Giardino Pubblico, der Petroleum-Raffinerie, der Whitehead-Torpedofabrik bis Danubius und Pioppi.

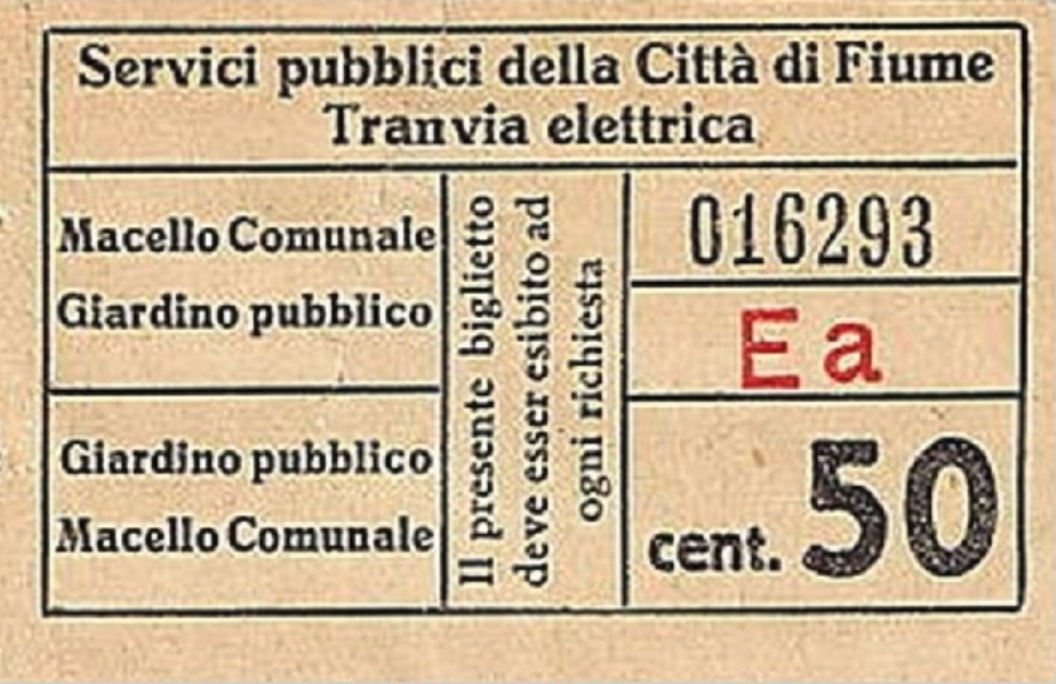
Straßenbahnfahrschein, in italienischer Ära

## Ausbauvorhaben und geplante Verbindung

### Abbazia
Nahe der damals in Ungarn gelegenen Stadt Fiume lag das bedeutende Seebad Abbazia – allerdings in der Markgrafschaft Istrien auf österreichischem Territorium, mit anderen Gesetzen und Zuständigkeiten. In Abbazia bestand ab 1908 eine ebenfalls meterspurige Straßenbahn. Eine Verbindung beider Straßenbahnen lag nahe, zumal die Gleislücke zwischen beiden Straßenbahnen nur etwa neun Kilometer betrug, keine Steigungen oder sonstige Hindernisse zu bewältigen waren und Abbazia über keinen eigenen Anschluss an das normalspurige Vollbahnsystem verfügte. Bereits die Konzession an Baron Oscar Lazzarini enthielt die Verbindung von Fiume nach Abbazia.
Am 11. August 1900 stand in der Agramer Zeitung ein Artikel über die Fiumaner elektrische Tramway.

„Die Fiumaner Elektrische Tramway-Actiengesellschaft hat Anfang dieses Jahres beim österreichischen Handesministerium angesucht, es möge ihr der Ausbau der bestehenden elektrischen Tramway-Linie bis nach Volosca auf österreichischem Terrain gestattet werden. Diese Bitte wurde ohne Motivirung abschlägig beschieden. Nun hat dieser Tage eine österreichische Unternehmung die Arbeiten bereits begonnen, um von Mattuglie aus eine elektrische Eisenbahn vorerst nach Volosca auszubauen, welche Linie dann bis nach Abbazia, Ika und Lovrana verlängert werden soll.“

Im Jahr 1900 berichtete die Zeitschrift für Elektrotechnik über Ausbaupläne, die bemerkenswerterweise in Normalspur errichtet werden sollten:

„Der kgl. ungarische Handelsminister hat der Direction der Actiengesellschaft der Fiumaner  Strasseneisenbahnen mit elektrischem Betriebe (Actiengesellschaft „Fiumei villamos közuti vasút“) in Fiume und Umgebung die Bewilligung zur Vornahme technischer Vorarbeiten a) für eine Fortsetzung ihrer Betriebslinie zur Torpedofabrik in Fiume, von dort zur österreichisch-ungarischen Landesgrenze nächst Volosca; b) für eine von ihrer Betriebslinie zum Fiumaner Holzhafen, und zwar von der dortigen Brücke abzweigende, auf croatischem Gebiete über Susak, Podvesice und Podbenice bis Martinschizza führende normalspurige Strasseneisenbahn mit elektrischem Betriebe (Oberleitung) auf die Dauer eines Jahres ertheilt.“

Damit lag in Ungarn die Genehmigung für die Straßenbahnverbindung vor, in Österreich aber nicht.
Im Jahr 1902 berichtete die Zeitschrift Der Bautechniker, dass die damals noch in Planung befindliche Straßenbahn Abbazia eine Zweiglinie zum Anschluss an die Fiumaner elektrische Straßenbahn erhalten solle. Das Allgemeine Bade-Blatt für die Frauenwelt schrieb am 10. Juni 1913

„Zwischen Fiume und Abbazia soll eine elektrische Bahn gebaut werden. Die Bewilligung zum Bau wurde unter der Bedingung erteilt, dass die Landstraße gegen das Meer zu ausgebreitet werde. Die Bahn wird von der Linie Mattuglie – Abbazia in der Nähe von Prelucca abzweigen und bis zur Landesgrenze führen, wo sie sich an die Fiumaner elektrische Bahn anschließt. Mit dem Bau wird demnächst begonnen, der Betrieb dürfte schon im nächsten Frühjahre aufgenommen werden.“

1910 berichtete die Zeitschrift des Österreichischen Ingenieur- und Architekten-Vereines, dass die Direktion der Fiumaner Straßenbahn mit einem Kostenaufwand von 180.000 Kronen beabsichtige, die Teilstrecke zwischen dem Auswandererhaus und der Gasfabrik zweigleisig auszubauen.
In der Zeitschrift Die Wasserwirtschaft war 1913 zu lesen, dass der Bauunternehmer Albert Sirola beabsichtige, diese Straßenbahnverbindung zu bauen. Genannt wurde hier allerdings eine Streckenlänge von nur 4 ¼ Kilometer.
Keines dieser Vorhaben wurde verwirklicht.

### Cirkvenica und Novi
Weiters war eine Verbindung nach Cirkvenica und Novi geplant, die ebenfalls nie zustande kam.

## Statistische Daten
Die Zeitschrift für Elektrotechnik veröffentlichte unter Berufung auf amtliche statistische Daten mehrfach Tabellen zur Länge und Leistungen ungarischer Bahnen, darunter auch jene über die Fiumaner elektrische Straßenbahn.
| Berichtsjahr | Fahrgäste      | Netzlänge | Einnahmen      | Referenz |
| ------------ | -------------- | --------- | -------------- | -------- |
| 1899         | 165.504        | 4,413 km  | 6. 810 Gulden  | [ 12 ]   |
| 1902         | (keine Angabe) | 4,41 km   | 87.718 Kronen  | [ 13 ]   |
| 1903         | (keine Angabe) | 4,41 km   | 137.460 Kronen | [ 14 ]   |
| 1905         | 1.336.074      | 4,0 km    | 164.119 Kronen | [ 15 ]   |
| 1906         | (keine Angabe) | 4,413 km  | 190.468 Kronen | [ 15 ]   |
| 1907         | (keine Angabe) | 4,413 km  | 220.399 Kronen | [ 16 ]   |
| 1909         | (keine Angabe) | 4,0 km    | 287.081 Kronen | [ 17 ]   |
| 1910         | 2.593.512      | 4,0 km    | 292.122 Kronen | [ 17 ]   |

## Technische Daten
Die Strecke war mit 550 Volt Gleichspannung elektrisch betrieben und wies im letzten Ausbauzustand eine Länge von 6,250 km auf.

## Fahrzeuge
Laut aktuellem Stand der bahnhistorischen Forschung ist das Wissen über den Fahrzeugbestand begrenzt. Bekannt ist, dass im Jahr 1899 acht „kleine“ Triebwagen geliefert worden waren, drei Triebwagen auch 1908 oder 1909. 1922 kamen zehn Gebrauchtfahrzeuge aus Zagreb hinzu. 1948 – fast unmittelbar vor der Stilllegung – wurden noch zwei neue Triebwagen geliefert. 1907 und 1908 wurden (wahrscheinlich) neun offene Beiwagen beschafft.
Zusätzlich dürften einige weitere Fahrzeuge vorhanden gewesen sein, deren Anzahl, Bezeichnung und Herkunft nicht ausreichend bekannt sind.

## Erinnerungskultur
In Rijeka erinnert ein Denkmal an das ehemalige Straßenbahnsystem. An einer Ecke eines gepflasterten Quadrates zeigt eine Stele zwei Halbreliefs der Straßenbahn und eine Texttafel. Im Quadrat ist ein Stück meterspuriges Gleis eingebaut.

## Galerie

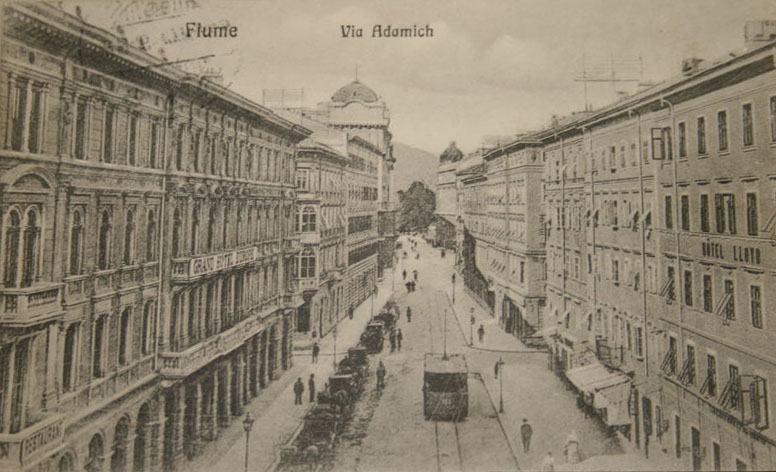
Via Adamich
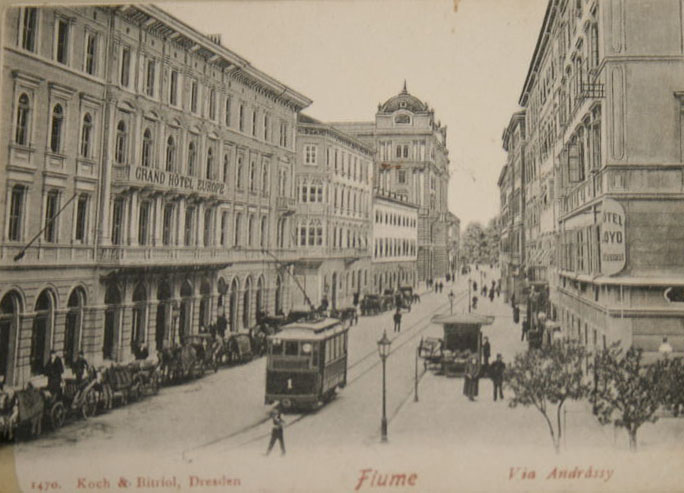
Triebwagen 1 in der Via Andrássy
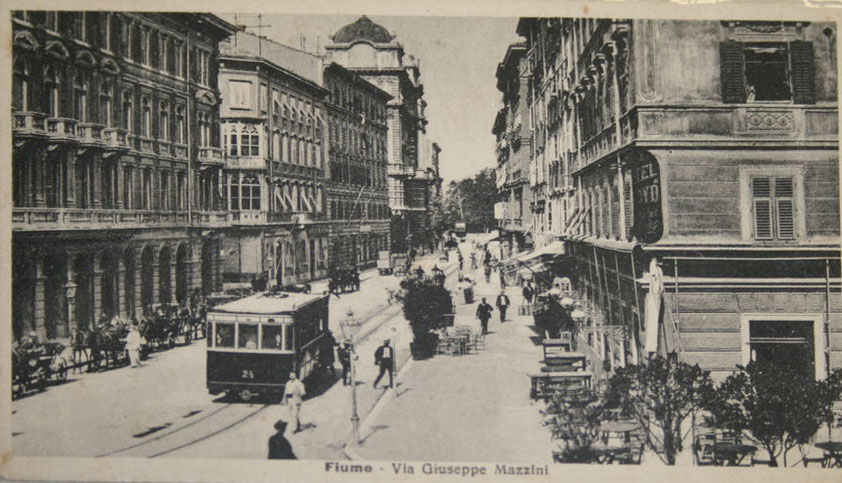
Triebwagen 24 in der Via Giuseppi Mazzini
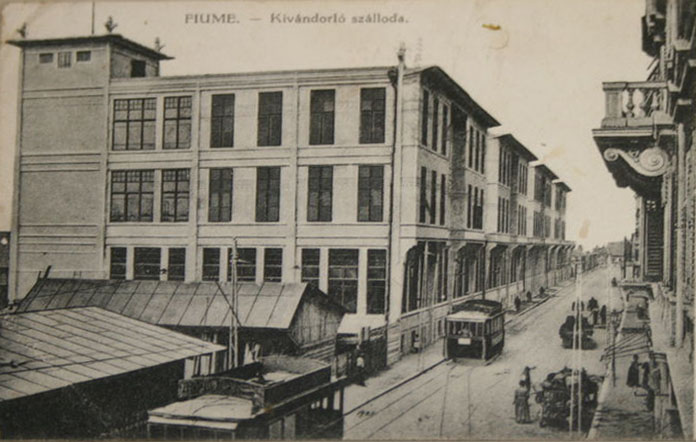
Kívándorló Szalloda / Auswandererhotel
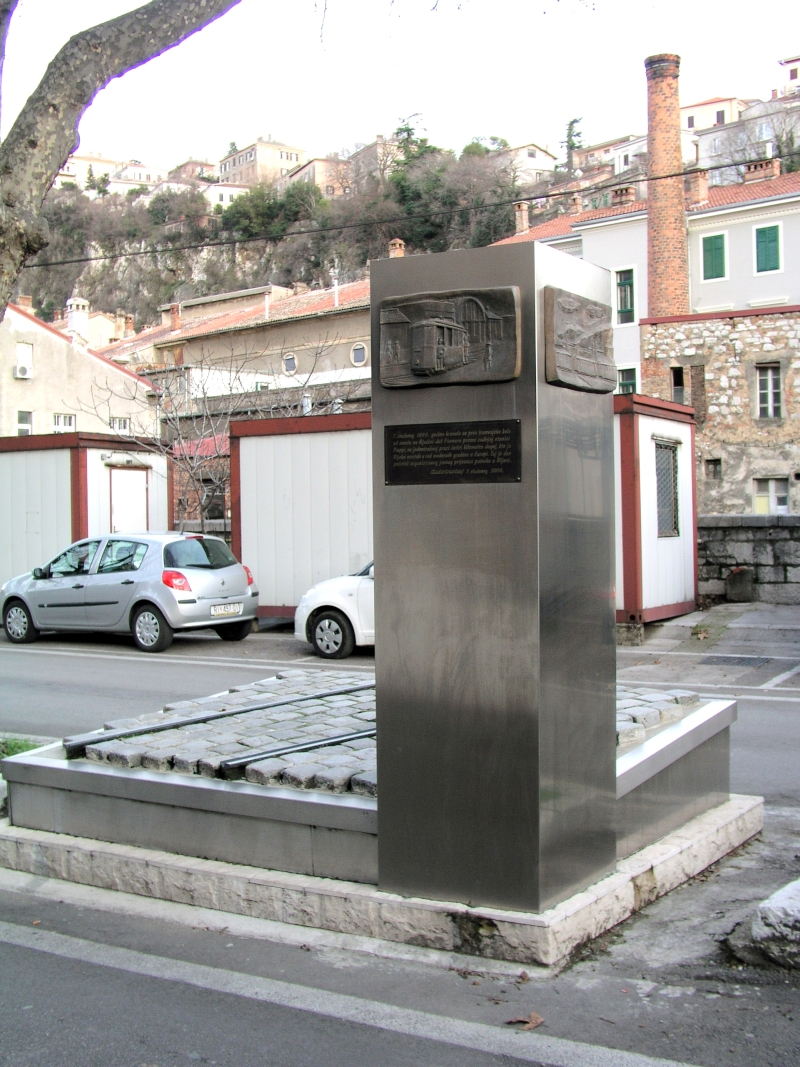
Denkmal für die Straßenbahn in Rijeka
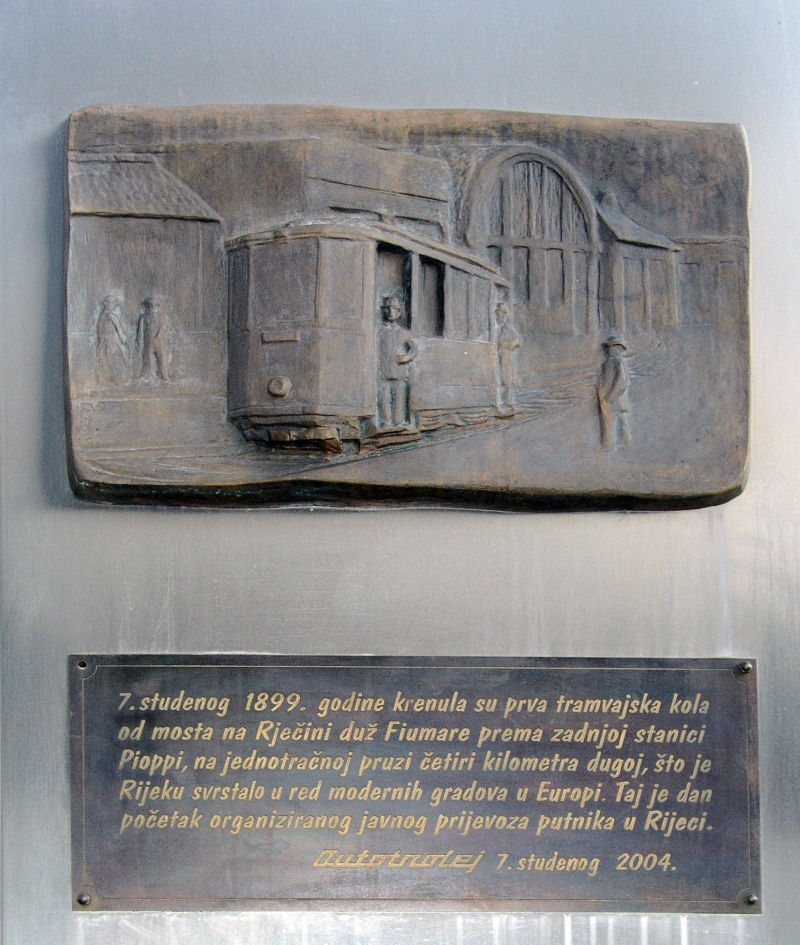
Detail des Denkmales
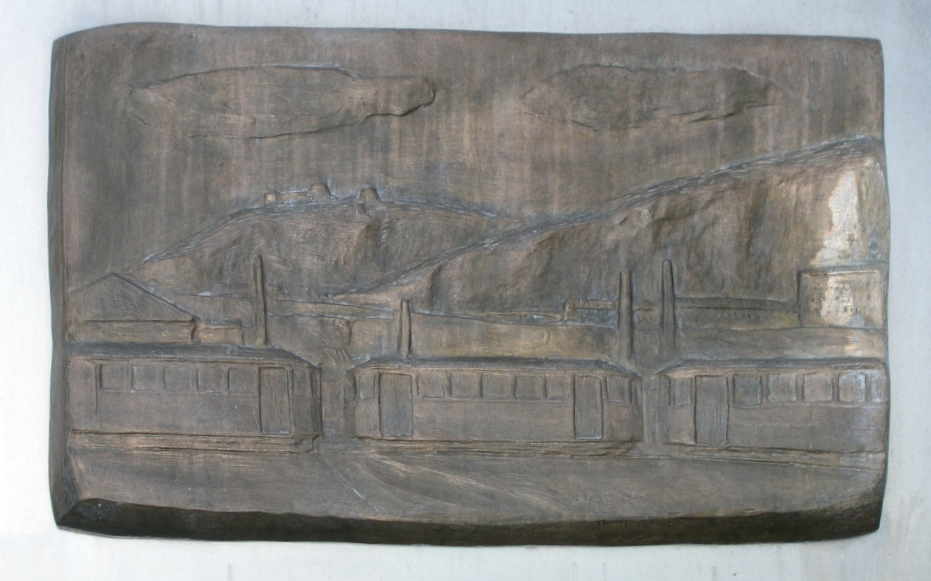
Detail des Denkmales